# Luzuriaga
Luzuriaga is een geslacht uit de familie Alstroemeriaceae. De soorten komen voor in Nieuw-Zeeland, Zuid- en Centraal-Chili, Argentinië en op de Falklandeilanden.

## Soorten
- Luzuriaga marginata (Gaertn.) Benth. & Hook.f.
- Luzuriaga parviflora (Hook.f.) Kunth
- Luzuriaga polyphylla (Hook.f.) J.F.Macbr.
- Luzuriaga radicans Ruiz & Pav.